# Cayetano Biondo
Cayetano Amadeo Biondo (* 1902 in Argentinien; † 1986 in Argentinien) war ein argentinischer Theater- und Filmschauspieler.

## Leben und Wirken
Cayetano Biondo spielte ab etwa 1920 in Theatern in Buenos Aires in ernsten und in komödiantischen Rollen. 1932 trat er mit der Gruppe von Enrique Muiño und Elías Alippi in der Komödie Los tres berretines (dt. etwa „Die drei Hobbys“, gemeint sind Tango, Fußball und Radio) von Nicolás de las Llanderas und Arnaldo Malfatti auf, die 1933 mit anderen Darstellern unter der Regie von John Alton und anderen verfilmt wurde, wobei Radio durch Kino ersetzt wurde.
Biondo trat im Teatro Marconi und im Teatro Smart auf. Im Teatro Empire spielte er mit Angélica López Gamio in Mi querida Ruth und 1947 in La rosa azul, 1943 im Teatro Politeama in Intermezzo en el circo und im Teatro Presidente Alvear 1944 in Dos Corazones, 1945 in El tango en París und 1947 in Luna de miel para tres.
Im Teatro Liceo spielte er mehrfach mit Luisa Vehil vor allem in Komödien, so 1954 in La alondra (Jeanne oder Die Lerche) von Jean Anouilh, 1957 in der Premiere von La casa de los siete balcones von Alejandro Casona und 1960 in Lucy Crown von Irwin Shaw. 1966 trat er im Teatro Astral in Discepoliana auf.
Ab 1964 spielte er mehrmals im argentinischen Nationaltheater Teatro Cervantes, unter anderem 1966 in El jardín de los cerezos (Der Kirschgarten) von Anton Tschechow und 1974 in Mamá Culepina.
Als Filmschauspieler debütierte Cayetano Biondo 1936 in dem Film Santos Vega über den argentinischen Gaucho Santos Vega (um 1755–1825) nach einem Roman von Eduardo Gutiérrez. Seitdem spielte er in über 60 Filmen mit, unter anderem unter den Regisseuren Daniel Tinayre (Vidas marcadas, Tren internacional, El rufián, Bajo un mismo rostro, La Cigarra no es un bicho, Kuma Ching), Ralph Pappier (La Morocha, El Festín de Satanás, Esquiú, una luz en el sendero), John Reinhardt (Una novia en apuros) und Antonio Momplet (La otra y yo). Der Film La mayoría silenciada von Jorge Zuhair Jury, der 1986 kurz vor seinem Tod entstand, wurde nicht kommerziell veröffentlicht.

## Filmografie
- 1936: Santos Vega
- 1937: La fuga
- 1938: Callejón sin salida
- 1938: Kilómetro 111
- 1939: Margarita, Armando y su padre
- 1939: 24 horas en libertad
- 1939: Los pagarés de Mendieta
- 1940: Héroes sin fama
- 1940: Con el dedo en el gatillo
- 1941: El tesoro de la isla Maciel
- 1941: Mi amor eres tú
- 1941: Un hombre bueno
- 1942: Una novia en apuros
- 1942: Vidas marcadas
- 1943: El fabricante de estrellas
- 1947: La secta del trébol
- 1948: Juan Moreira
- 1948: La serpiente de cascabel
- 1949: Corrientes, calle de ensueños
- 1949: La otra y yo
- 1951: Inselbewohner (Los isleros)
- 1951: Una noche cualquiera
- 1952: Mi noche triste
- 1952: Vuelva el primero
- 1952: Mi hermano Esopo
- 1952: La muerte en las calles
- 1953: Un ángel sin pudor
- 1953: Ue… paisano!
- 1953: Fin de mes
- 1954: Torrente indiano
- 1954: La calle del pecado
- 1954: Su seguro servidor
- 1954: Tren internacional
- 1954: La telaraña
- 1955: Mercado de abasto
- 1955: Mi marido y mi novio
- 1956: El último perro
- 1957: Todo sea para bien
- 1958: La morocha
- 1958: El festín de Satanás
- 1958: Detrás de un largo muro
- 1958: El jefe
- 1960: El campeón soy yo
- 1960: Héroes de hoy
- 1961: Am Rande der Gesellschaft (El rufián) 
auch: Wendeltreppe der Angst
- 1962: Buscando a Mónica
- 1962: Das käufliche Mädchen (Bajo un mismo rostro) 
auch: Die Nonne und die Sünderin
- 1963: Vierzig Nächte voll Tücke und Sex (La Cigarra no es un bicho)
- 1964: Las mujeres los prefieren tontos
- 1965: Esquiú, una luz en el sendero
- 1966: La gorda
- 1969: Kuma Ching
- 1970: La guita
- 1971: Muchacho que vas cantando
- 1972: El picnic de los Campanelli
- 1973: Los padrinos
- 1974: La flor de la mafia
- 1977: El gordo catástrofe
- 1979: La nona
- 1980: Queridas amigas
- 1980: Toto Paniagua, el rey de la chatarra
- 1981: ¿Los piolas no se casan?
- 1981: Zeit der Rache (Tiempo de revancha)
- 1982: Esto es vida
- 1986: Los colimbas se divierten
- 1986: La mayoría silenciada